# Ifwe
Ifwe — музыкальный коллектив из Санкт-Петербурга, образованный в 2011 году братьями Михаилом и Александром Плетнёвыми.

## История
Братья Плетнёвы выросли в Череповце и переехали в Санкт-Петербург, осознав бесперспективность провинциальной жизни. Они начали заниматься музыкой в родном городе: Александр работал диджеем, Михаил был гитаристом в нескольких местных рок-группах, а после переезда входил в состав дуэта File Foreli, исполнявшего электропоп. Жизнь в Петербурге сплотила братьев, которые прежде недолюбливали друг друга, а их музыкальные пристрастия не всегда совпадали. В феврале 2011 года, предаваясь мечтам о лете, они записали песню «Моё побережье» и после одобрительного отклика друзей сделали ещё несколько записей, составивших мини-альбом Red. Внимание к их музыке привлекли публикации в проекте Look At Me и на сайте журнала «Афиша», где их стиль окрестили «русским чиллвейвом». Сами музыканты отрицали это сравнение: «Нам кажется, что в наших последних композициях нет ничего общего с этим направлением», — заявил Михаил Плетнёв вскоре после выпуска дебютного альбома.
В том же году к дуэту присоединился бас-гитарист Дмитрий Звездин. Группа выступала на таких фестивалях, как «Стереолето», «Пикник „Афиши“» и «Электро-Механика». Осенью Ifwe записали третий мини-альбом «Научи меня драться», заглавный трек из которого вошёл в сборник Apples, составленный Дэвидом Макфадьеном, создателем сайта Far from Moscow.
В январе 2012 года Плетнёвы среди 20 других исполнителей принимали участие в создании собственной версии песни группы «Хроноп» под названием «Ночь птиц»; их переработка вошла в одноимённый сингл, где она была обозначена как «Panno rework». Весной Ifwe были отобраны в рамках проекта «10 молодых музыкантов» на Look At Me и сотрудничали с Найт Джуэл, которая поработала над звучанием их песни «Вся моя радость», ставшей заглавной композицией дебютного альбома группы. Релиз был анонсирован на сайтах Lenta.ru, OpenSpace.ru и «Афиша», а также размещён на Яндекс. Музыке; на физических носителях диск вышел 13 июня под лейблом «Снегири»; в тот же день состоялась презентация пластинки в московском клубе «16 тонн». 28 июня трио получило премию «Степной волк» в категории «Дебют».

## Другие проекты
Александр и Михаил Плетнёвы участвовали в создании блога Russian Adults, в котором уделяли внимание российской музыке, записанной в домашних условиях. У Александра Плетнёва есть собственный музыкальный проект Ponty Mython; под этим именем он записывает треки в стилях диско и хаус. Он также является соучредителем лейбла Beats Delivery Records.
В феврале 2014 года братья Плетнёвы представили несколько электронных композиций в проекте Umdieecke (в переводе с немецкого «за углом»).

## Дискография

### Студийные альбомы
- «Вся моя радость» (2012)

### Мини-альбомы
- Red (2011)
- «Жить одному (Чайки)» (2011)
- «Научи меня драться» (2011)
- «Север» (2013)
- «Тихий парад» (2014)

### Синглы
- «На парусах» (2013)